# أريس (لا كرونيا)
بلدية أريس (بالإسبانية: Ares)‏، هي إحدى بلديات مقاطعة لا كرونيا إحدى مقاطعات إسبانيا، والتي تقع في منطقة جليقية شمال غرب إسبانيا.
يبلغ عدد سكانها 4.976 نسمة وفقاً لإحصائية سنة (2002).

## أعلام
- مارسيلينو مارتينيز